# Ђурађ III Црнојевић
Ђурађ Ђурашевић Црнојевић (умро после 1435) је био српски великаш, првак Паштровића у Зети и војвода Српске деспотовине, заједно са својим братом Алексом.

## Породица
Ђурађ је био син Радича Црнојевића. Он и његов брат Алекса владали су територијом Паштровића (Луштица и брда изнад Котора и Будве) током владавине Балше III Балшића (1403-1421). Породица Ђурашевић огранак је породице Калођурађ. Њени припадници заузимали су високе положаје на двору Балше III. Ђурађ је био глава породице. У изворима га по први пут срећемо 1413. године када је основао цркву Прасквица. Ђурђев син и Алекса Паштровић такође су присутни.

## Други скадарски рат
Ђурађ је узео учешћа у Другом скадарском рату у Зети. Балша је решио да државу остави своме ујаку, Стефану Лазаревићу. Отишао је у Србију и тамо провео остатак живота на Стефановом двору. Умро је 28. априла 1421. године. Деспот га је ожалио и свечано сахранио. Припајањем Зете коначно су уједињене области Лазаревића, Бранковића и Балшића. Борбе наступиле након смрти цара Душана коначно су завршене. Све земље биле су у рукама једног господара. На вест о смрти Балше Млетачка република је започела са освајањем његових градова. Први се предао Дриваст, само 12 дана након Балшине смрти, а пет дана касније и Улцињ. Становништво Дриваста ослобођено је намета за две, а Улциња за три године. Поништене су Балшине повеље и враћено је стање од 1405. године, али учесници Другог скадарског рата на Балшиној страни нису прогањани. Млечани су Улцињ држали пуних 150 година, до 1571. године. Ускоро се Венецији потчинио и Бар. Млетачка је заузела све Балшине градове. Новонастале околности искористили су и Ђурашевићи који су се знатно проширили у Горњој Зети. Средивши односе са Муратом II Стефан се са војском упутио у Зету. Млечани су Ђурђу нудили Бар и Горњу Зету уколико би стао на њихову страну. Браћа Ђурашевићи стала су на страну српског деспота и постали су његове војводе. Момчило Спремић је сматрао да су се надали да ће деловати самосталније под Стефаном, него под Балшом. Након неуспешних преговора, Стефан је најпре освојио Дриваст, а Ђурашевићи заузимају Грбаљ и Светомихољску метохију. Након заузећа Бара новембра 1421. године Стефан је закључио шестомесечно примирје са Млечанима.
Након неуспешних преговора између војводе Витка, представника Стефана Лазаревића, и Млетачке републике, рат је настављен крајем јуна или почетком јула 1422. године. Кључне борбе вођене су око Скадра. Српска војска га је упорно опседала. Млечани су зато покушали да придобију арбанашку властелу, укључујући и Ђурашевиће. Стање у Зети се поправило по Млечане након победе коју су извојевали децембра 1422. године под Скадром. Српска војска, на челу са војводом Мазареком, разбежала се пред Млечанима у Дањ и Кроју. Након ове победе, део арбанашке властеле прешао је на страну Венеције. Република је одлучила да више Ђурђу не нуди Бар и Горњу Зету. Настојала је да привуче Ивана Кастриота који је тада помагао деспота. Преговарала је и са Дукађинијима.

## Мир
На лето 1423. године Ђурађ Бранковић је са 8000 коњаника пред Скадром. Република је била спремна на преговоре. Са Франческом Бембом Ђурађ се састао код Светог Срђа. Склопљен је тзв. Скадарски мир. Венецији је остао Котор, Улцињ и Скадар; Србима Бар, Дриваст, а обећана им је Будва и скадарска провизија. Предвиђена је размена заробљеника. Миром су задовољене обе стране, али Зета није била спокојна. Било је спорних питања: област северно од Скадра, Луштица, грбљанске солане и Ратачка опатија. Такође, српска страна тражила је Паштровиће. Војвода Никола је на лето 1425. године у Венецији где преговара са Републиком. Млечани нису желели плаћати данак за Котор кога су раније давали Балшићима, одуговлачили су са предајом Будве и нису се слагали са предајом Паштровића. Коначан мир склопљен је 1426. године у Вучитрну. Република није била дужна да плаћа данак за Котор, добила је Паштровиће, Грбаљ, 100 кућа Андрије Хумоја у скадарском дистрикту, которске солане, утврђене прелазе на Бојани. Деспотовина је добила солане Балшића, опатију Светог Николе на Бојани, Будву и Ратачку опатију. Последње обавезе извршене су 1434. године. Регулисано је питање трговине сољу у Будви. Споразумом је одређено да се убудуће у Будви може продавати со деспота и његових поданика, произведена на њиховој територији.
Тако је у састав српске државе поново ушла обала од Котора до Бојане, сем Улциња и Паштровића. Стефанов војвода Алтоман стално је боравио у Бару. Брдовити крај иза Котора и Будве у коме су живели Ђурашевићи (који су се ускоро почели називати Црнојевићима) је такође био у саставу деспотовине. Стефан је покушао да своју сестру Јелену Балшић Хранић измири са Млечанима. Сандаљ се 1423. године одрекао права на Котор. Ђурашевићи су контролисали десет солана у Грбљу у близини Котора. Ђурађ и Алекса саградили су манастир Ком између 1415. и 1427. године. Ђурађ је имао четворицу синова: Ђурашина Ђурашевића, Гојчина Црнојевића, Стефана Црнојевића и четвртог сина чије име није познато.

## Породично стабло
|  |                              |  |  |  |  |  |  |  |  |  |  |  |  |  |  |  |
|  | 16. Илија                    |  |  |  |  |  |  |  |  |  |  |  |  |  |  |  |
|  |                              |  |  |  |  |  |  |  |  |  |  |  |  |  |  |  |
|  |                              |  |  |  |  |  |  |  |  |  |  |  |  |  |  |  |
|  | 8. Ђураш Илијић              |  |  |  |  |  |  |  |  |  |  |  |  |  |  |  |
|  |                              |  |  |  |  |  |  |  |  |  |  |  |  |  |  |  |
|  |                              |  |  |  |  |  |  |  |  |  |  |  |  |  |  |  |
|  | 4. Црноје Ђурашевић          |  |  |  |  |  |  |  |  |  |  |  |  |  |  |  |
|  |                              |  |  |  |  |  |  |  |  |  |  |  |  |  |  |  |
|  |                              |  |  |  |  |  |  |  |  |  |  |  |  |  |  |  |
|  | 2. Радич Црнојевић           |  |  |  |  |  |  |  |  |  |  |  |  |  |  |  |
|  |                              |  |  |  |  |  |  |  |  |  |  |  |  |  |  |  |
|  |                              |  |  |  |  |  |  |  |  |  |  |  |  |  |  |  |
|  | 1. Ђурађ Ђурашевић Црнојевић |  |  |  |  |  |  |  |  |  |  |  |  |  |  |  |
|  |                              |  |  |  |  |  |  |  |  |  |  |  |  |  |  |  |
|  |                              |  |  |  |  |  |  |  |  |  |  |  |  |  |  |  |
|  | 3. Јелена                    |  |  |  |  |  |  |  |  |  |  |  |  |  |  |  |
|  |                              |  |  |  |  |  |  |  |  |  |  |  |  |  |  |  |
|  |                              |  |  |  |  |  |  |  |  |  |  |  |  |  |  |  |